# Le Plessis-l'Évêque
Le Plessis-l'Évêque är en kommun i departementet Seine-et-Marne i regionen Île-de-France i norra Frankrike. Kommunen ligger i kantonen Dammartin-en-Goële som tillhör arrondissementet Meaux. År 2022 hade Le Plessis-l'Évêque 291 invånare.

## Befolkningsutveckling
Antalet invånare i kommunen Le Plessis-l'Évêque
| Referens: INSEE |